# پنج گوشه
پنج گوشه رمانی است که توسط نویسندهٔ اهل پرو، ماریو بارگاس یوسا، در سال ۲۰۱۶ منتشر شد. این کتاب داستان یک جهان در معرض خطر بدبینی، جاه طلبی، مشکلات اخلاقی، بدبختی و خشونت است که در آن بارگاس راه‌حل‌هایی ارائه می‌دهد. این کتاب در نقد به دولت آلبرتو فوجیموری نوشته شده‌است.